# Coray
Coray (Kore trong Breton) là một xã của tỉnh Finistère, thuộc vùng Bretagne, miền tây bắc Pháp.

## Dân số
Người dân ở Coray được gọi là Corayens.